# オークランド (NPC)
オークランド（Auckland）は、ニュージーランドのオークランド地方を拠点とする、ニュージーランド州代表選手権（NPC、National Provincial Championship）の州代表ラグビーユニオンチームである。
ここでは、チームを統括する組織「オークランド・ラグビー・ユニオン（Auckland Rugby Union）」についても述べる。

## ホームスタジアム
ホームスタジアムは、オークランドのイーデン・パーク（Eden Park）。オークランド・ラグビー・ユニオンの本部も同施設内にある。
- 住所：Level 6 North Stand, Gate B, Walters Rd, Eden Park[1]

## 沿革
1883年、オークランド・ラグビー・ユニオン（Auckland Rugby Union）が設立された。
オークランドは、他チームとの対戦において、1897年から6シーズンものあいだ無敗記録を続けた。これに対してニュージーランドラグビー協会は、1902年に記念の盾「ランファーリー・シールド（Ranfurly Shield）」を授与した。
1904年以降、この盾を優勝トロフィーとしたニュージーランド国内大会「ランファーリー・シールド」が行われるようになった。
オークランドは、初回1904年大会はウェリントンに敗れてランファーリー・シールドを奪われたが、翌年大会では奪還した。2024年現在、オークランドはランファーリー・シールドの勝利が16回、防衛成功が148回で、最多記録を誇る。
1976年、ニュージーランドの州ごとに選抜されたチームで競うNPC（ニュージーランド州代表選手権、National Provincial Championship）が始まった。2024年現在、NPCにおいても優勝11回で、最多記録を持つ。

## オークランド・ラグビー・ユニオン
1883年設立。シニアクラブや学校ラグビーを含む、オークランド地方のクラブラグビーを管理している。
女子15人制ラグビー州代表チームは「オークランド・ストーム（Auckland Storm）」という。
スーパーラグビーのブルーズは、2013年以降、オークランドのほか、ノースランド、ノース・ハーバーの3協会からの選手などで編成される。